# Komunikace v kyberprostoru
Komunikace v kyberprostoru je takový typ interpersonální komunikace, jejímž hlavním atributem je nepřímý kontakt. Může probíhat mezi dvěma individui i masově. Dělí se na synchronní a asynchronní - rozdělení se váže k časové prodlevě mezi dvěma zprávami. Synchronní komunikace probíhá v témže místě a témže čase, je okamžitá, lze na ni rychle reagovat. Typickým příkladem synchronní komunikace je telefonování, chat nebo Skype. Asynchronní komunikace probíhá na stejném místě ale v různém čase, účastníci diskuze nereagují na své příspěvky okamžitě, často ale rozvitěji. Mezi asynchronní komunikaci můžeme zařadit e-mail či diskusní fóra.
Tento typ komunikace s sebou nese mnohé nevýhody - umožňuje vytvářet falešné identity, klamat svůj protějšek nebo manipulovat. Sociolog Elihu Katz formuloval tento problém takto: “Psát na klávesnici neznamená být člověkem, být v kyberprostoru neznamená být reálný. Všechno je to jen předstírání a odcizení a ubohá náhražka reality.” V rozporu s tímto tvrzením je výzkum z let 1995-2000, který ukázal, že virtuální komunikace naopak poskytuje nové možnosti, jak se dohodnout na reálné interakci, což má za následek vyšší frekvenci telefonátů, ale i osobních schůzek.
Je důležité zmínit disinhibiční efekt, který se charakterizuje změnou ve způsobu chování a komunikace jedinců v kyberprostoru, především pak v internetovém prostředí. Na rozdíl od interakce v reálném světě, se disinhibované chování převážně liší tím, že jedinec tzv. odkládá zábrany, ať už podvědomě či vědomě, pozitivně či negativně. Podle J. Sulera se za faktory způsobující tento typ chování považují anonymita, neviditelnost, asynchronicita, solipsistická introjekce, disociativní představivost a minimalizace autority.
Ačkoli je kyberprostor virtuálním, a tedy neskutečným prostředím, někteří lidé mohou při pohybu v něm nabývat pocitu, že je tomu jinak - vzniká tedy tzv. "psychologický prostor", umocněn navíc skutečností, že se na internetu často používají pojmy připomínající reálný svět - např. chatovací místnost.
Možnosti komunikace v kyberprostoru jsou značně omezené - člověk má obvykle možnost přenášet pouze text, případně obrázky. Vůně, chutě a doteky jsou nepřenosné. Omezenost internetového jazyka vede např. k používání emotikon, jejichž prostřednictvím se lidé snaží nahradit výraz v obličeji či tón hlasu, který by jinak použili při komunikaci tváří v tvář. Neexistuje žádný univerzální vzorec pro jejich interpretaci, a tak si je každý příjemce vlastně vykládá po svém. Jedním ze specifik internetového jazyka je však i používání zkratek, způsobené snahou o časovou úsporu (např. mmt, btw), a často také gramaticky či stylisticky nesprávná formulace vět.
V kyberprostoru může docházet k tzv. sociální mnohočetnosti, tedy k situaci, kdy komunikujeme s větším množstvím lidí, kteří o sobě navzájem nevědí. Vše, co bylo "řečeno" během virtuálních konverzací, je možno trvale zaznamenat.
Navzdory nesporným výhodám, které virtuální komunikace poskytuje, míněno teď především časovou úsporu, pro většinu formálních (obchodní jednání) i neformálních (rodinná oslava) setkání se stále upřednostňuje fyzická interakce. Tento jev byl pojmenován naléhavou potřebou fyzické blízkosti , jelikož ta poskytuje o druhých mnohem více informací. Podle sociologů Deidreho Bodena a Harveyho Molotcha nám fyzická přítomnost umožňuje přístup k té části těla, která ,nikdy nelže’, totiž k očím, ,oknům do duše’.

## Vývoj
Mnoho zdrojů za komunikaci v kyberprostoru považuje už telefonování. Telefon se tedy dá považovat za jeden z prvních prostředků komunikace v tomto prostředí. Lépe popsán je však až vývoj komunikace v internetovém kyberprostoru.
Velkým přínosem v této oblasti byla idea prvního průkopníka J.Licklidera, který viděl v počítačích vysoký komunikační potenciál a to již v šedesátých letech dvacátého století. Podle jeho názoru měl být počítač jako komunikační prostředek efektivnější než komunikace tváří v tvář. Kromě toho již předpokládal vznik komunit lidí, kde by se mohli sdružovat a navzájem mezi sebou komunikovat, to vše na základě podobných zájmů.
Vývoj internetových diskusních fór a komunikačních kanálů započal právě v době, kdy se masově rozšířil internet. Ne každý k němu měl zprvu přístup, mnoho lidí jej užívalo na veřejných místech, v knihovnách nebo internetových kavárnách, což jim umožňovalo být online jen určitou, omezenou dobu. Proto se jako první začaly vyvíjet tzv. mailingové listy. Tyto mailingové listy fungují na principu seznamu jedinců, kteří dají k dispozici svůj email, pomocí něhož potom dostávají zprávy od jiných jedinců, a sami jim mohou psát.
Dále se začala rozvíjet diskusní fóra. Jak obecná, tak zaměřená na určité okruhy, např. na literaturu nebo pěstování rostlin. Tato fóra sloužila především k výměně rad a tipů mezi velkým množstvím jedinců. 
Teprve později se začaly objevovat kanály, které umožňovaly komunikaci mezi dvěma jedinci v reálném čase. Za průkopníky se dají považovat např. ICQ, Skype, později i chat na Facebooku a mnoho jiných, více či méně známých platforem. 
V současnosti probíhá komunikace v kyberprostoru na mnoha úrovních. Stále se zachovala diskuzí fóra, i když jejich význam je dnes jiný než v době tzv. internetového pravěku. Především u starších generací pořád existují mailingové listy. Nejvíce se ovšem rozvíjí komunikace v reálném čase. Díky internetovému připojení téměř v každém chytrém zařízení, dnes mají velký potenciál aplikace a platformy, které právě takový druh komunikace nabízí.
```
 
```

## Výhody
- může spojit lidi, kteří nemají možnost se setkat osobně, lidi z různých koutů světa[8]
- potenciál lepší domluvy na osobním setkání[9]
- častější spojení s rodinou, přáteli[8]
- pomáhá navázat sociální kontakt lidem, kteří jsou v reálném životě stigmatizováni[8]
- anonymita brání vzniku předsudků, škatulkování na základě vzhledu, genderu, etnicity či sociálního postavení, a zaměřuje se tak na obsah sdělení[9]
- pro mnohé je jediným kanálem, kde se dokážou vyjadřovat skutečně svobodně[9]
- větší informovanost ("sdílení" odkazů atd.)[8]

## Nevýhody
- komunikace je nepřímá, nemůžeme tak nic vyvodit z mimiky, gest, tónu hlasu nebo očního kontaktu[2]
- to, co vnímáme je nereálné, často si do druhého promítneme naše touhy a sebe samé[10]
- identita může být falešná a existuje jen málo vodítek k tomu ji poznat[2]
- snižuje potřebu navazovat reálné kontakty[2]
- možnost nežádoucích střetů (násilníci x děti)[2]
- nové role; lidé si v online světě dovolí být takovými, jakými by si nedovolili být offline (agresivní, útočit, šířit nenávist), chybí respekt před autoritou[10]
- aktéři této komunikace vnímají svět online jako svět nereálný, a proto si nemusí uvědomovat následky svých činů[10]
- možnost kyberšikany[11]
- možnost kyberkriminality (bankovní podvody, telemarketingové podvody, kyberstalking apod.)
- nuda některých účastníků[12]

## Faltýnkovo obecné schéma komunikačního aktu v kyberprostoru
Legenda k obrázku:
- OA – osobnostní proměnné osoby A
- ZA – záměr osoby A

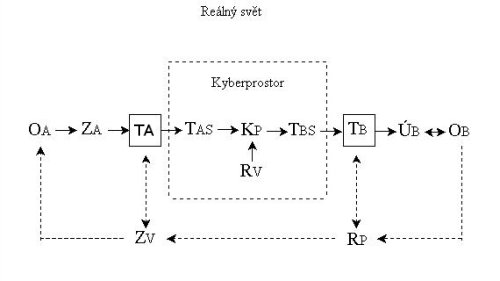
Obecné schéma komunikačního aktu v kyberprostoru

- TA – transformátor osoby A jeho záměru na sdělení
- TAS – virtuálně transformovaná osoba A a její sdělení
- TBS – virtuálně transformovaná osoba B, k níž sdělení směřuje
- KP – komunikační prostředí kyberprostoru
- RV – rušivé vlivy
- TB – transformátor, jímž osoba B přijímá a chápe sdělení
- ÚB – účinek na osobu B
- OB – osobnostní proměnné osoby B
- RP – reakce osoby B poté co byla vystavena zprávě osoby A
- ZV – zpětná vazba, ta část reakce osoby B, která se vrací osobě A

## Přirozený cyklus fór
Prakticky každá diskuze v kyberprostoru, ve které se nachází větší množství členů, si projde jednotným vývojem.
1. Počáteční entusiasmus
Lidé se sami sobě představí a sdělí si, jak je hezké, že našli někoho, kdo sdílí jejich myšlenky, nebo nadšení do dané věci
2. Evangelismus
Lidí se začnou stěžovat, že do jejich skupiny přispívá málo lidí a začnou spolu vymýšlet strategie, jak jich přilákat více.
3. Růst
Přidává se stále více lidí. Témata jsou rozvinutější a diskuze delší. Začínají se objevovat nové větve založené na původním tématu.
4. Komunita
Existuje spousta vláken, některá méně, jiná více relevantní. Lidé si vymění mnoho informací a zkušeností, experti pomáhají sami sobě i jiným uživatelům. Nově příchozí jsou vítáni. Každý se cítí podporován v tom, aby pokládal otázky, odpovídal na ně a navrhoval nová témata k diskuzi.
5. Znepokojení rozmanitostí
Počet zpráv stoupne přímo dramaticky. Ne každý čtenář je zaujatý každým tématem. Lidé si začínají stěžovat na druhé diskutující. Vznikají rozpory, zda je třeba mít tolik vláken. Lidé začínají být naštvaní.
Šestý bod může mít dvě varianty.
6a. Samolibá lhostejnost a stagnace
Je rozdmýchaná hádka pokaždé, když se někdo zeptá na staré otázky a témata nebo když někdo odpovídá na vážné věci humorně. Nově příchozí jsou zavrhnuti. Všechny zajímavé diskuze se omezí na soukromé maily nebo chaty a jsou dostupné jen hrstce vyvolených uživatelů. 
NEBO
6b. Vyspělost
Pár lidí rozčileně opustí fórum. Zbytek se ocitne ve fázi 4, s tím, že fáze 5 se vždy objeví po pár týdnech, ale zase zmizí. Pár jedinců vždy rozdmýchá silnou diskuzi, ale později opustí fórum a ostatní setrvají ve spokojeném stavu až do úplného zániku fóra.

## Marketingová komunikace v kyberprostoru
V posledních letech se internet stává významnou součástí komunikační politiky firem. Nabízí nové způsoby, jak zaujmout potenciální zákazníky, a to jak neplacenou, tak placenou reklamou. Nějakou formu mnohdy skryté reklamy dnes najdeme na každém větším webu, na sociálních sítích, na fórech nebo v rámci tzv. product placementu v online dostupných videích. Také internetové obchody poskytují prostor pro marketingovou komunikaci, dobře vypadající stránky mají vždy větší šanci zákazníka nalákat.